# بود روموتسکیه
بود روموتسکیه (به لهستانی:  Budy Rumockie) یک روستا در لهستان است که در گمینا گلینویتسک واقع شده‌است.